# Palazzo degli Anziani (Ancona)
Il Palazzo degli Anziani di Ancona è stato dal XIII secolo al 1947 la sede municipale della città. Si trova in piazza Benvenuto Stracca, detta sino a pochi decenni fa "piazza del Comune", di fronte alla Chiesa del Gesù. A causa dei bombardamenti di Ancona del 1943, la sede comunale fu trasferita a Palazzo del Popolo; nel 2011 il consiglio comunale è tornato a riunirsi nella sede storica, dopo una parentesi durata 64 anni. Insieme a Palazzo del Popolo, nel quale ancora si riunisce la giunta ed ha il suo gabinetto il sindaco, il Palazzo degli Anziani è di nuovo sede municipale, tornando a rivestire il ruolo per il quale sorse nel Medioevo.

## Storia

### Precedenti
Era la sede storica delle Magistrature cittadine sin dall'Alto Medioevo e, a partire dall'XI secolo, con la nascita della Repubblica di Ancona, fu il luogo dove si riuniva il Consiglio degli Anziani, da cui prende il nome. 
Il Palazzo vanta origini antichissime. Lo storico Lazzaro Bernabei cita una secolare tradizione secondo cui il primo edificio venne fatto costruire nel 425 d.C. da Galla Placidia, tutrice del figlio Valentiniano III imperatore romano d'Occidente, come sede dell'amministrazione imperiale. Questo primo edificio nell'839 venne seriamente danneggiato nel corso dell'invasione saracena.
Adiacente alle mura dell'edificio attuale, su via Rupi Comunali, sono visibili resti del palazzo tardo-antico, del VI-VII secolo, con la base di una torre ed un oratorio, o sacello, di carattere stilistico bizantino. Quest'area archeologica è visitabile solo in occasioni particolari.

### Il palazzo medievale

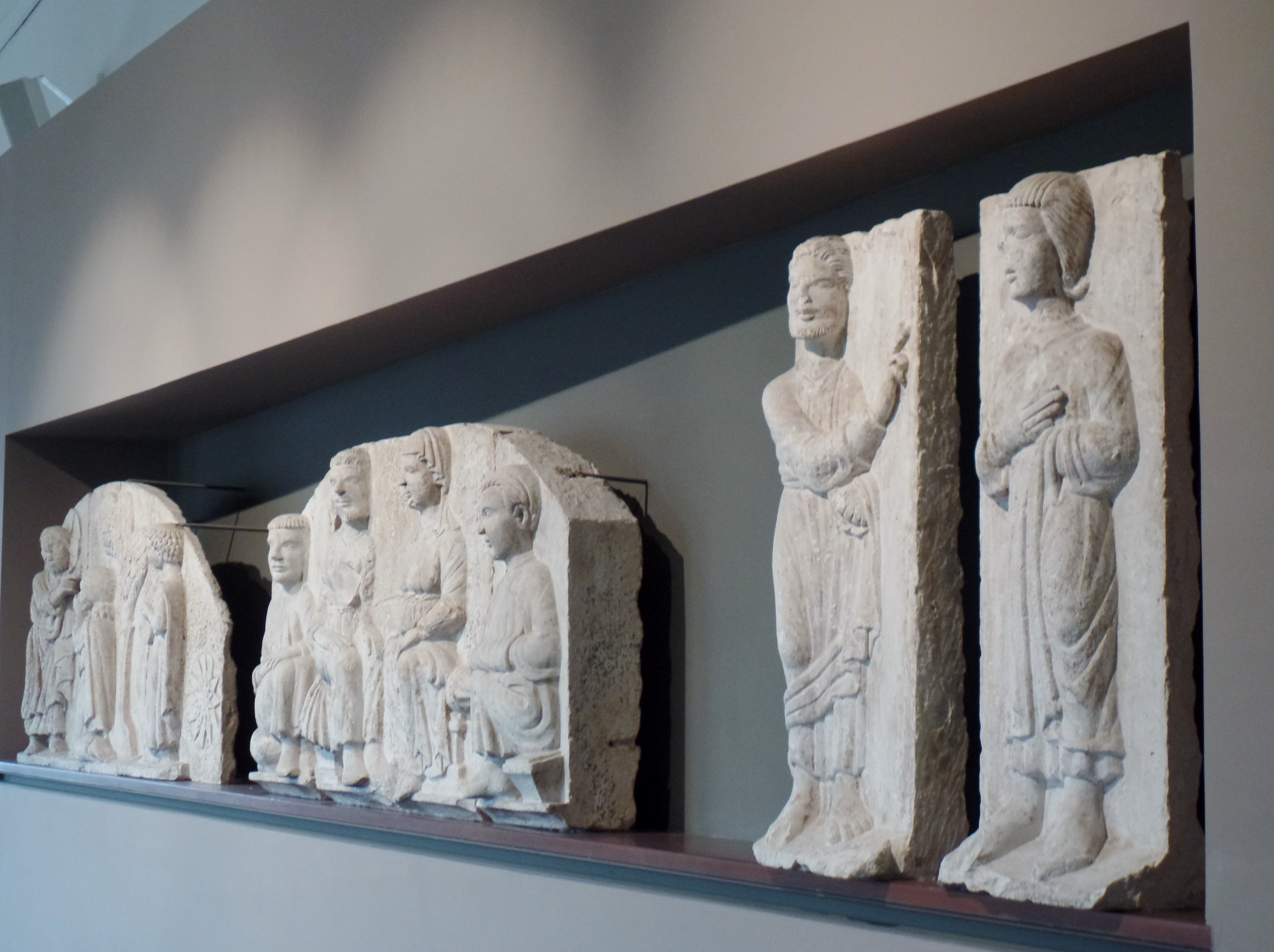
Sculture di Margaritone d'Arezzo, già sulla facciata superiore.

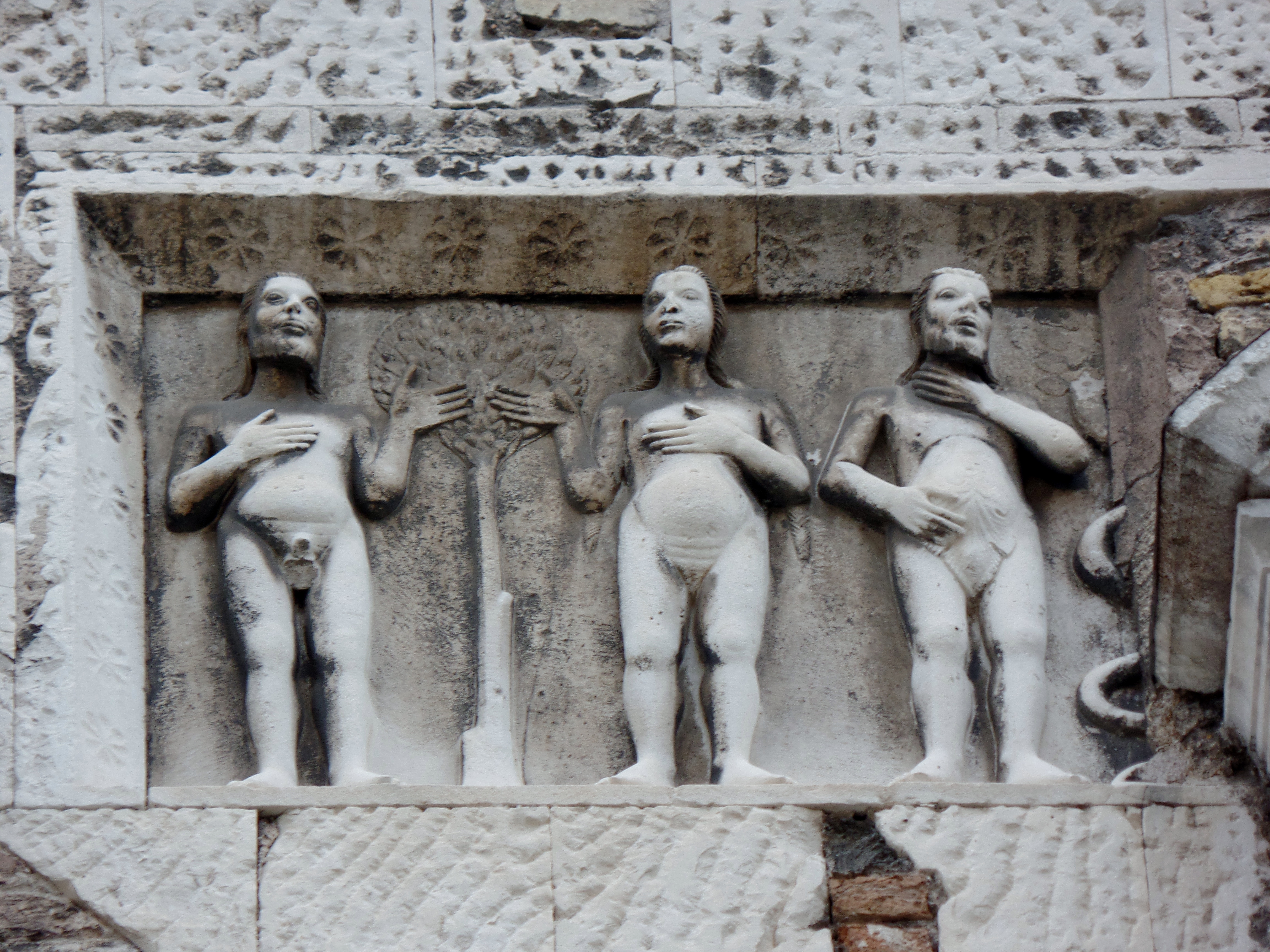
Margaritone d'Arezzo: Peccato originale.

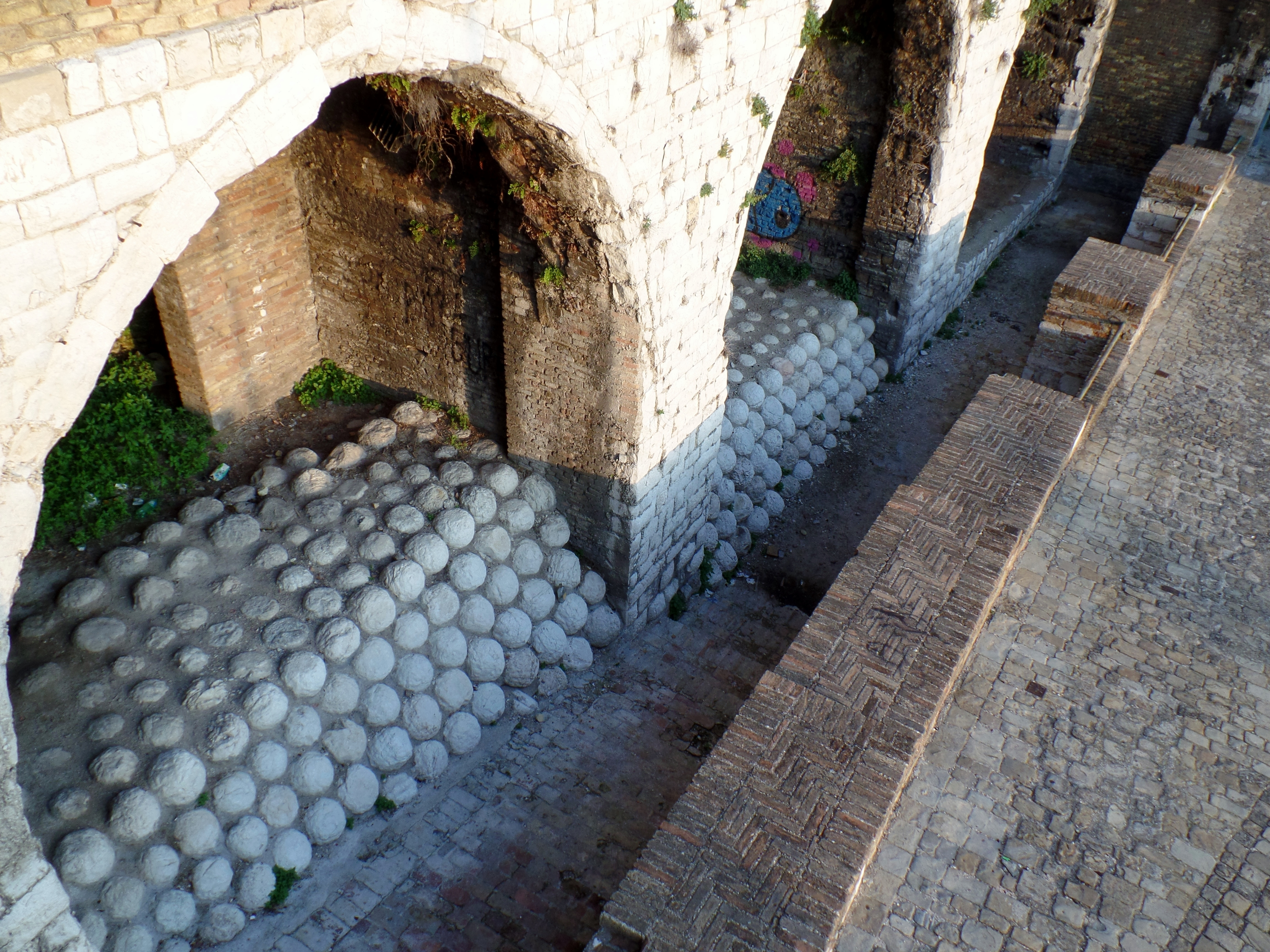
Antiche munizioni del palazzo

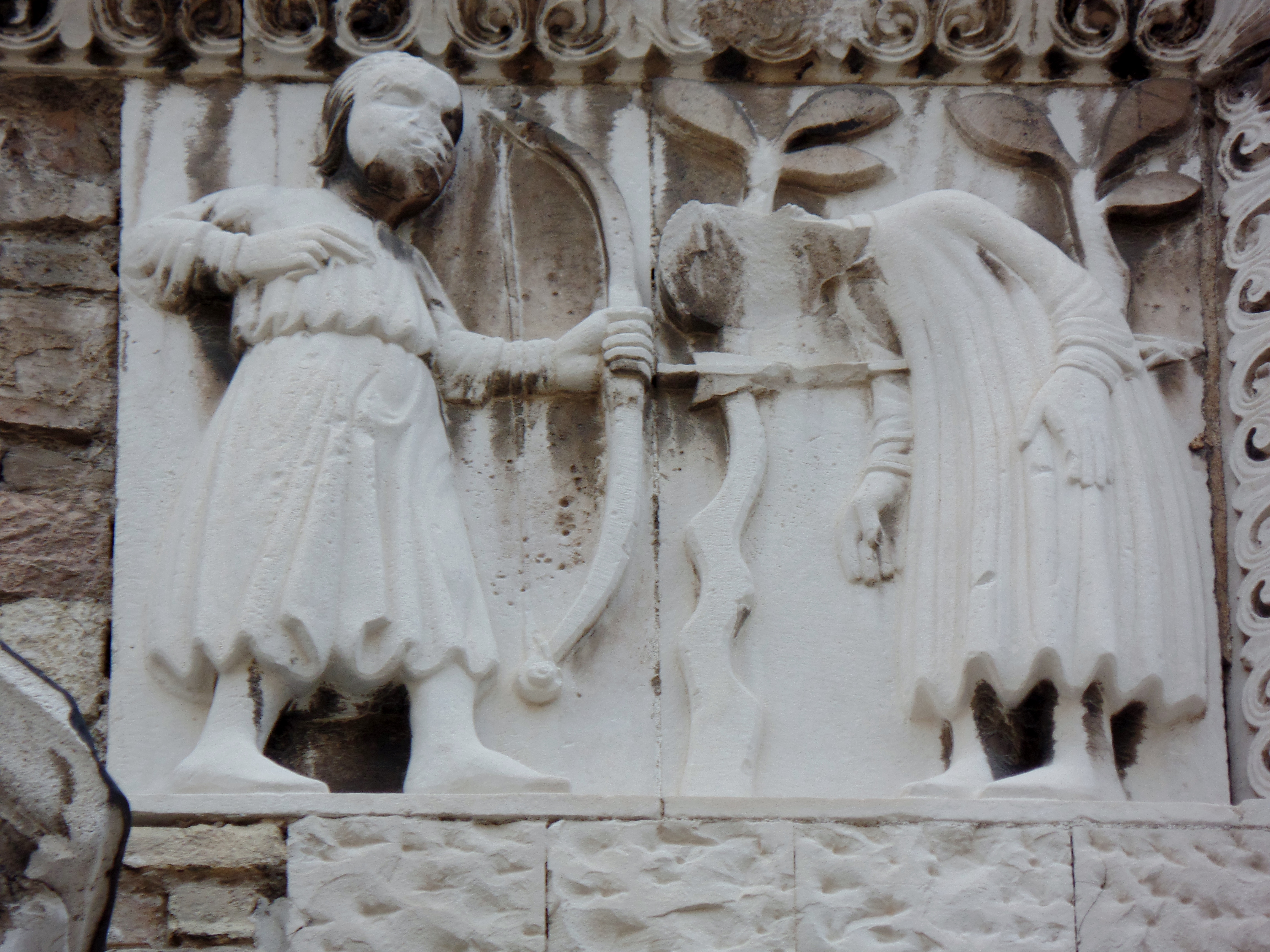
Margaritone d'Arezzo: Morte di Lamech.

L'edificio attuale venne eretto nel 1270 su disegno di Margaritone d'Arezzo, come afferma Giorgio Vasari, in stile gotico. Costruito in un terreno molto scosceso, si presenta alquanto particolare nella sua struttura architettonica, appoggiandosi al pendio e avendo originariamente sei piani verso il porto e solo tre verso la collina. Ha due fronti principali, uno occidentale (o inferiore), verso il mare, e l'altro orientale (o superiore), verso la piazza antistante; a causa del dislivello del terreno, il piano terra del fronte superiore corrisponde al terzo piano del fronte inferiore.
Il fronte verso il porto conserva in linea di massima le forme datole da Margaritone, con l'alto basamento ad arconi ogivali in calcare bianco del Conero e il resto della struttura in laterizi, dove si aprono tre ordini di aperture: il primo a semplici archi gotici che danno accesso ad un marciaronda, il secondo a bifore, il terzo ad archetti incrociati.
Il fronte superiore, modificato poi nel Seicento, era completamente in calcare del Conero ed aveva al pian terreno un porticato e al primo piano un loggiato, configurandosi quindi come una facciata ove prevalevano i vuoti sui pieni, con il suo doppio ordine di archi gotici. Al primo piano la facciata superiore era decorata da una serie di bassorilevi, della mano dello stesso Margaritone, rappresentanti storie bibliche.
Secondo un'ipotesi ricostruttiva, il palazzo era coronato di merli guelfi e i piani avevano le seguenti funzioni:
- pian terreno del lato verso il porto: magazzini comunali;
- primo piano del lato verso il porto: corpo di guardia delle sentinelle che effettuavano la ronda lungo le mura cittadine, che erano collegate al marciaronda del palazzo;
- secondo piano del lato verso il porto: armeria comunale;
- pian terreno superiore: l'interno era un'unica grande salone, ove si riuniva il Consiglio Generale della Repubblica;
- primo piano superiore: nel salone ove oggi ha sede il consiglio comunale, si riunivano i sei anziani della città, due per ogni rione della città, che detenevano il potere esecutivo;
- secondo piano superiore: vi si trovavano gli uffici dei "regolatori", che controllavano l'operato degli anziani[4].

A fianco del palazzo, nell'attuale via delle Rupi Comunali, erano immagazzinati i proiettili in pietra utili a difendere la città e il palazzo, ancor oggi visibili sotto gli arconi gotici che sostengono la piazza superiore.
Nel corso del terribile incendio del 1348, che distrusse vaste zone della città, il Palazzo fu seriamente compromesso; i danni furono così gravi che si decise di ricostruire la sede del Consiglio in un altro luogo, il Palazzo del Governo, che poi rimase la sede politica della Repubblica di Ancona sino al 1532, anno in cui la città passò sotto lo Stato della Chiesa.

### Il palazzo durante il dominio pontificio

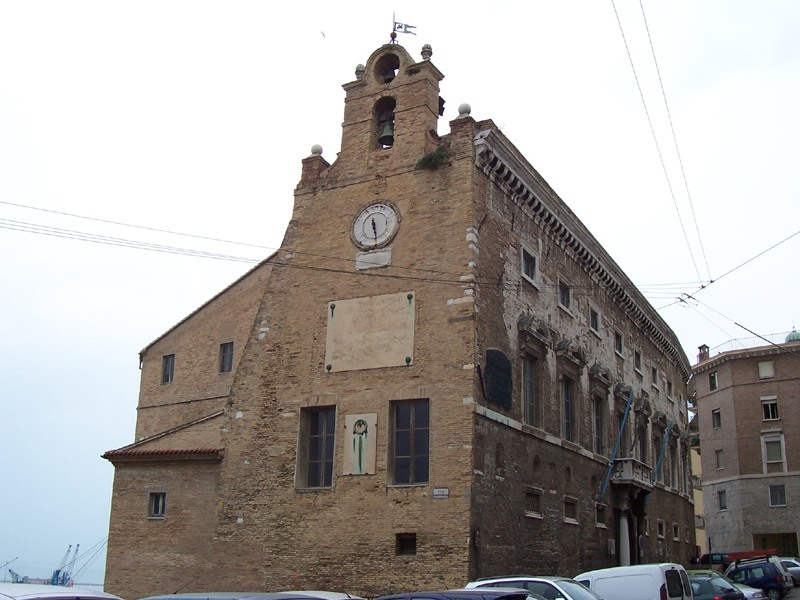
Facciata superiore e il campanile a vela con l'orologio a sei ore.

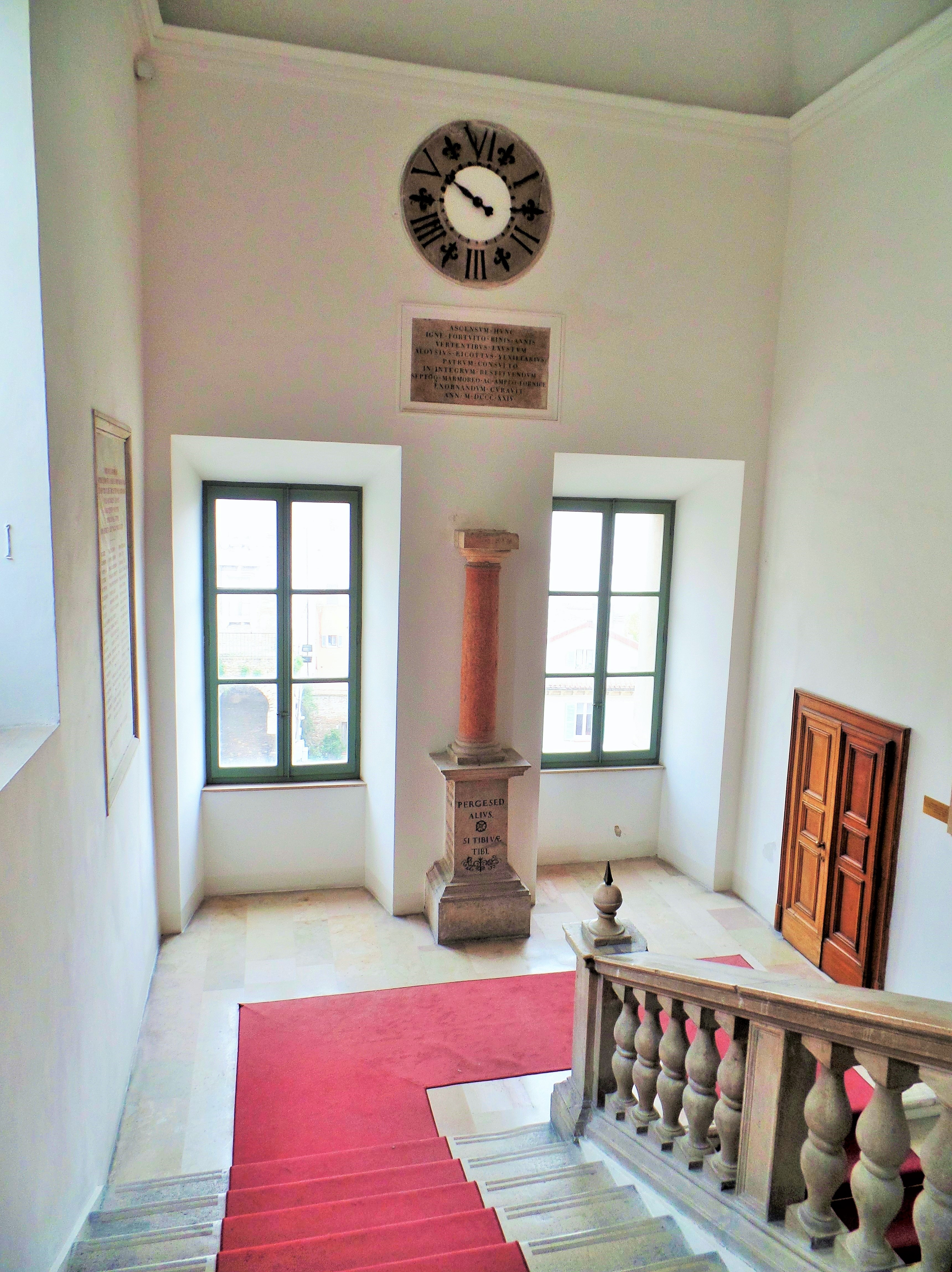
Scalone d'onore.

Con la dominazione pontificia si eseguirono finalmente i lavori di recupero, per adibirlo nuovamente a sede dell'amministrazione cittadina.
Nel 1563 venne interrata parte della facciata superiore per pareggiarne il livello della piazza e solo l'anno seguente venne ripresa la ristrutturazione dell'edificio.
Dal 1564 al 1571 Pellegrino Tibaldi ne avviò i lavori e ne ridisegnò la facciata superiore, chiudendo le logge e aprendo una serie di finestre a timpani spezzati. L'opera di Tibaldi al palazzo è frutto di attribuzione.. Tutti i bassorilievi che si trovavano sulla facciata e la scultura dell'autore dello statuto del libero comune, Pellegrino De' Rossi, vennero rimossi e collocati all'interno del palazzo.
Nel 1647 si avviò una ristrutturazione interna, come ricordano i gigli scolpiti in un blasone, per volere dei Pamphilj, con la creazione dello scalone e la sopraelevazione centrale del tetto per alzare il soffitto del salone d'onore.
In questa occasione venne realizzata la facciata laterale, dominata da una campanile a vela e da un orologio a sei ore ad esso collegato.

### Il palazzo nell'età contemporanea
Dopo l'ingresso di Ancona nel Regno d'Italia, vennero poste sulla facciata laterale seicentesca due targhe a ricordo della medaglia d'oro a Emilio Bianchi e alla medaglia come benemerita del Risorgimento nazionale conferita alla città. Nella facciata superiore, invece, fu posta una targa commemorativa in memoria di Giuseppe Garibaldi. Nel 1844 il pittore Francesco Podesti realizzò, appositamente per il palazzo, il grande dipinto Il Giuramento degli Anconitani su commissione del consiglio comunale.

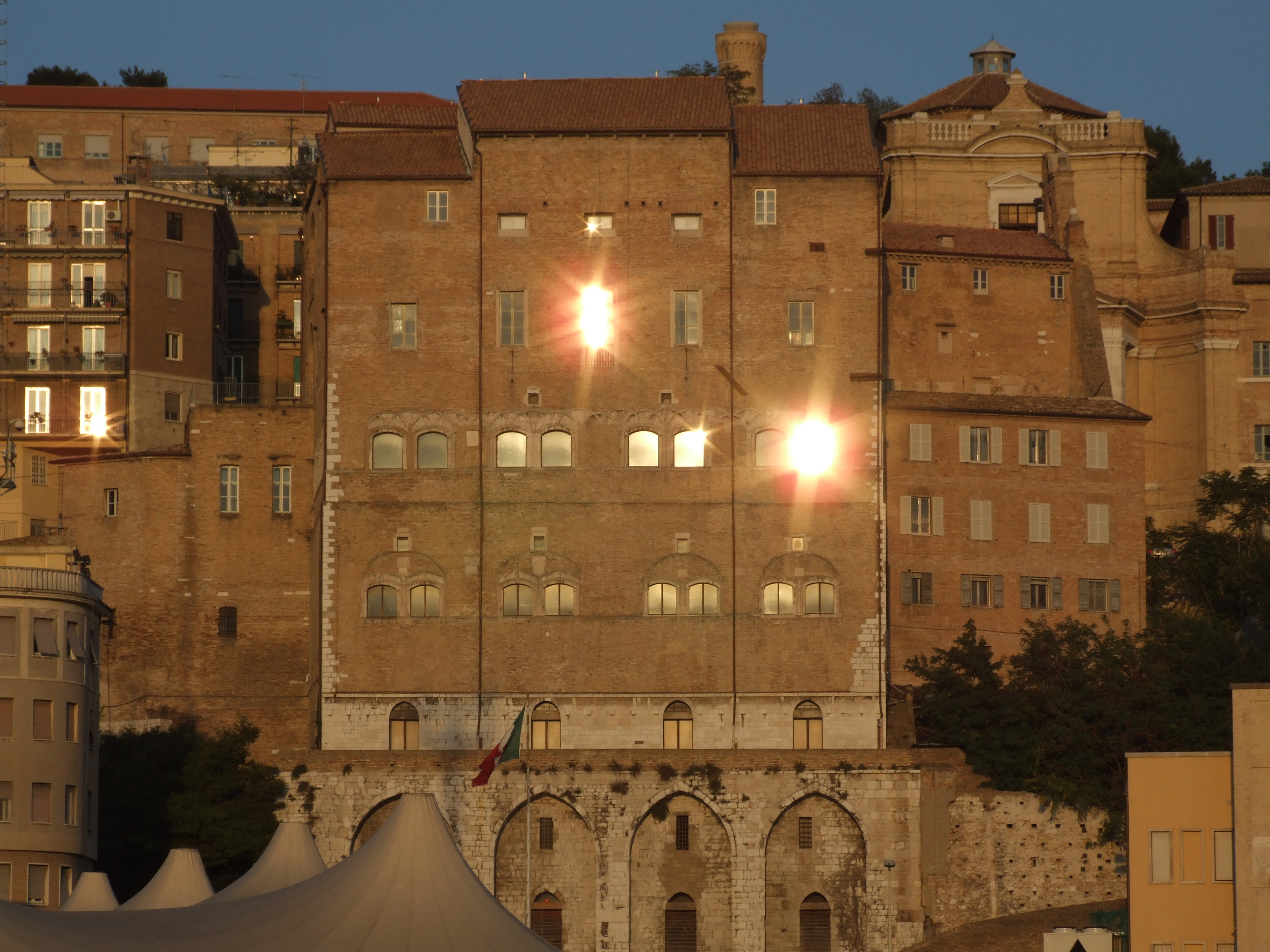
Veduta d'insieme dal porto al momento del tramonto.

L'edificio rimase sede dell'amministrazione comunale fino al 1947; venne gravemente danneggiato nel corso dei bombardamenti di Ancona del 1943, a causa dei quali si persero le volte del salone e dello scalone, alcune sale e gran parte delle sontuose decorazioni interne, tra cui rivestimenti seicenteschi in cuoio veneziano. A causa della distruzione della chiesa gotica di Santa Maria della Misericordia, la facciata verso il mare, che si era sempre affacciata sulla stretta via dei Magazzini Comunali, si trovò completamente libera. A causa dell'inagibilità dell'edificio fu allora necessario trasferire la sede dell'amministrazione cittadina al Palazzo del Popolo.
Riparati i danni della guerra, il Palazzo degli Anziani nel 1950 divenne sede della Pinacoteca civica Francesco Podesti, sino al 1973, quando essa fu trasferita a Palazzo Bosdari; è rimasto per errore all'interno del palazzo, murato al pian terreno superiore, un bassorilievo quattrocentesco proveniente dalla chiesa di San Francesco ad Alto, di proprietà della Pinacoteca: la Visione del beato Gabriele Ferretti, mentre alcune sculture di Margaritone seguirono i dipinti nel trasferimento.
Il 15 luglio 1970 venne qui siglato il gemellaggio fra le città di Ancona e Spalato dai due sindaci Alfredo Trifogli e Jakša Milicic.
Il palazzo divenne poi sede della Facoltà di Economia e Commercio dell'Università di Ancona sino al 1998.
Con il trasferimento della facoltà alla Caserma Villarey, il palazzo rimase vuoto e privo di funzione. Durante questo periodo l'antico edificio si apriva solo in occasione di visite scolastiche e fu occasionalmente usato come sede di importanti convegni internazionali. Tra essi il più significativo risale al 20 maggio 2000, quando fu qui firmata la "Dichiarazione di Ancona", atto di nascita dell'Iniziativa Adriatico Ionica, da parte dei Ministri degli esteri di Italia, Slovenia, Croazia, Bosnia ed Erzegovina, Albania, Grecia, alla presenza del Presidente della Commissione europea Romano Prodi. 

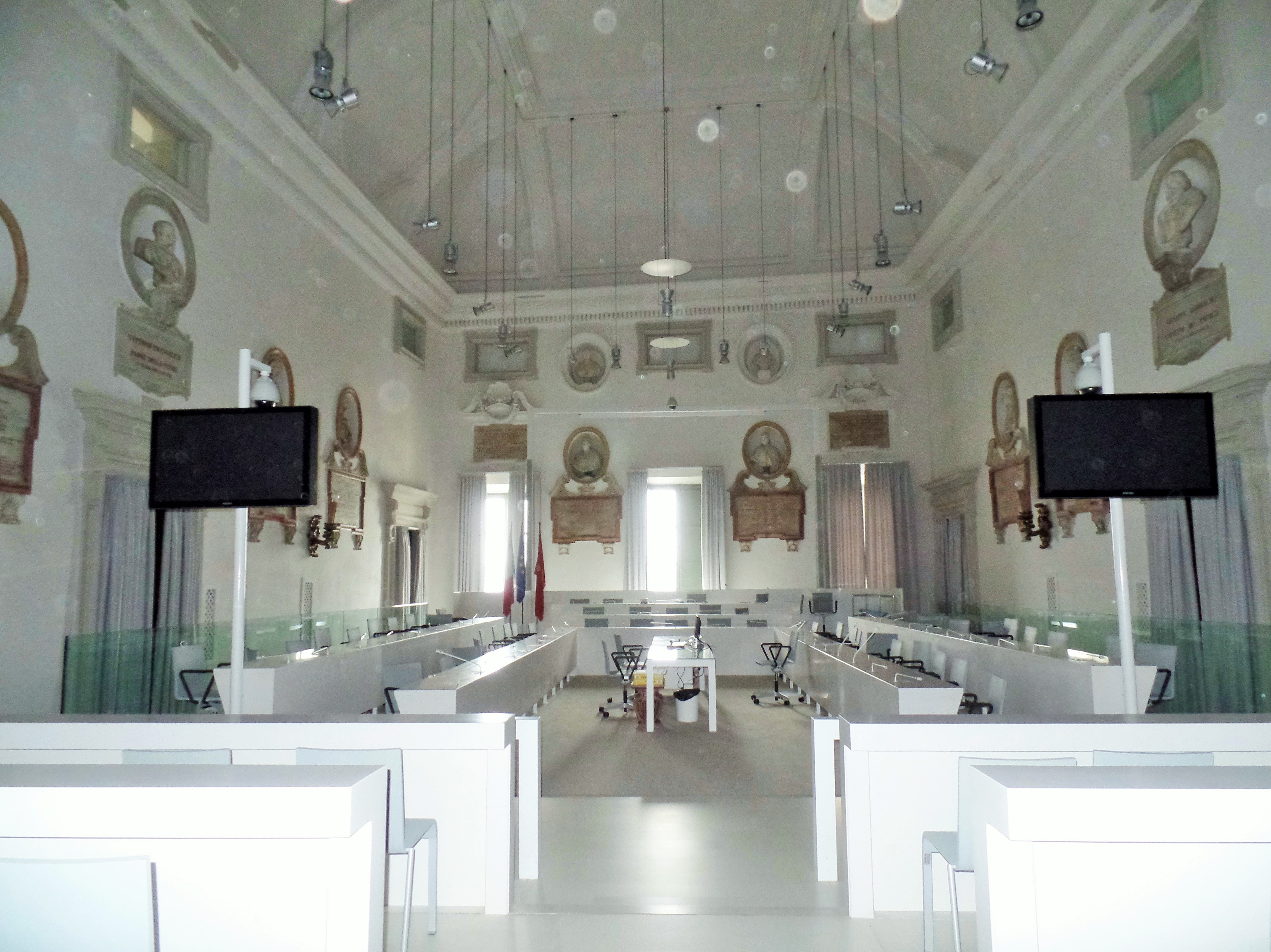
La sala del Consiglio Comunale.

Dopo l'ultimazione degli ultimi restauri agli interni, il 21 novembre 2011 il consiglio comunale è tornato nuovamente a riunirsi all'interno dell'antico palazzo. Dal mese di luglio del 2011, fino al 2016, nella storica struttura trovano inoltre posto gli uffici del Settore Frana del Comune di Ancona, affiancati dal 28 dicembre 2011 dagli uffici del Settore Logistica e Patrimonio della stessa amministrazione.
A fianco della facciata nord del palazzo è attivo dal 2014 un ascensore pubblico gratuito, che porta dalla piazza lato mare alla soprastante piazza Stracca, dove si trova l'ingresso dell'edificio.
La facciata superiore del palazzo mostra ancor oggi reperti architettonici medievali, come il doppio ordine di logge ogivali in pietra del Conero, oggi murate, e due pannelli scultorei con scene bibliche (Il peccato originale e Morte di Lamech), gli altri sono conservati inopinatamente in due luoghi distinti: all'interno del palazzo e alla Pinacoteca civica Francesco Podesti.
Dopo la Prima guerra mondiale fu posta lungo lo scalone d'onore una lapide commemorativa che riporta i nomi degli anconetani caduti durante il conflitto. Nella zona superiore è posta una scultura che rappresenta la pietà, la zona centrale riporta incisa la dedica di A. Galletti, il cui testo fu approvato durante le sedute del Consiglio comunale del 27 e del 31 Agosto 1921; sotto all'iscrizione si trova lo stemma cittadino. La lapide è opera delo scultore Mentore Maltoni, che ha lasciato la sua firma sotto il bassorilievo.

## Galleria d'immagini

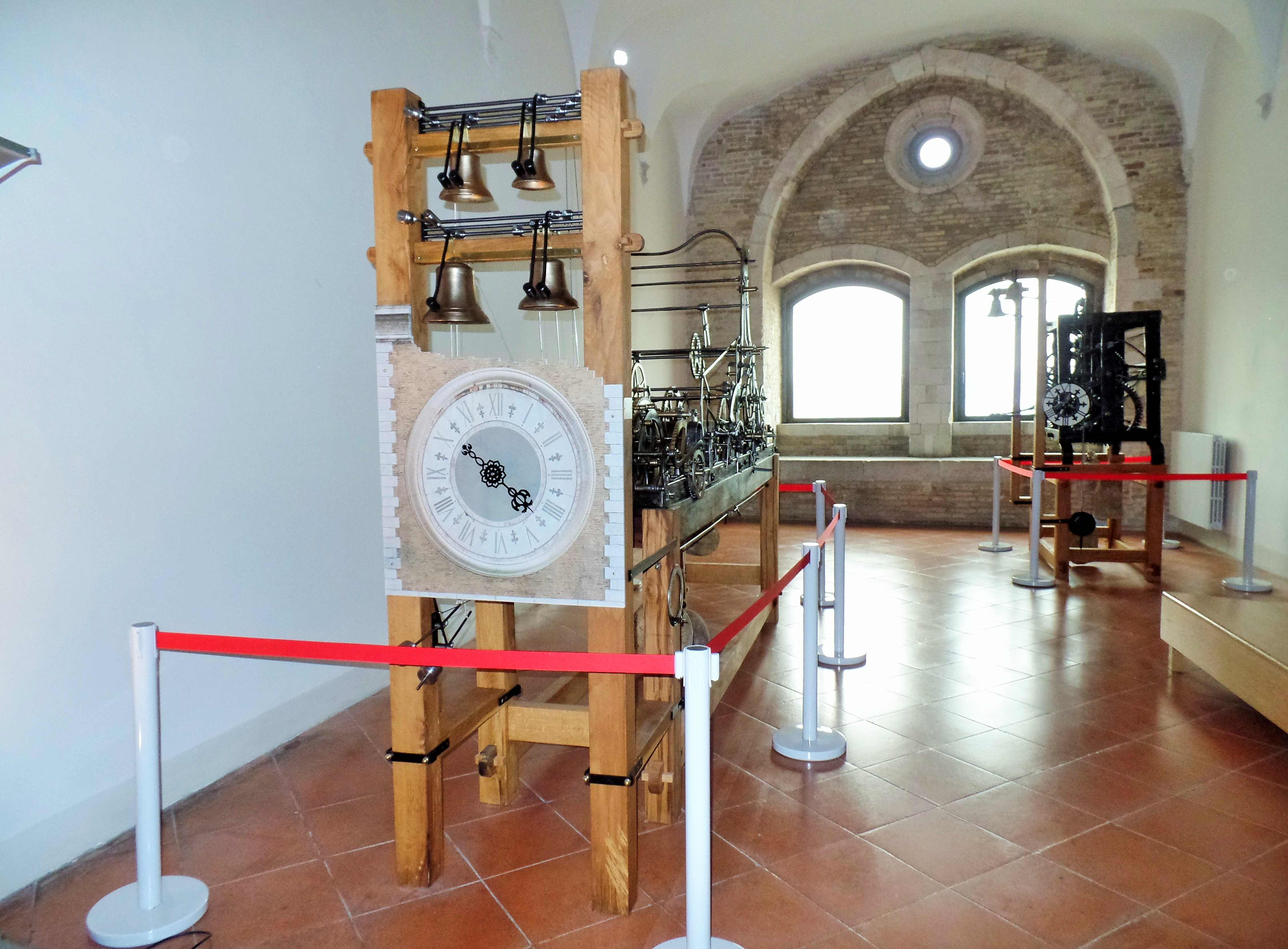
Antichi meccanismi di orologio sistemati al piano terra superiore: quello della Torre Civica, cinquecentesco (in primo piano), e quello a sei ore del palazzo, seicentesco (in secondo piano).
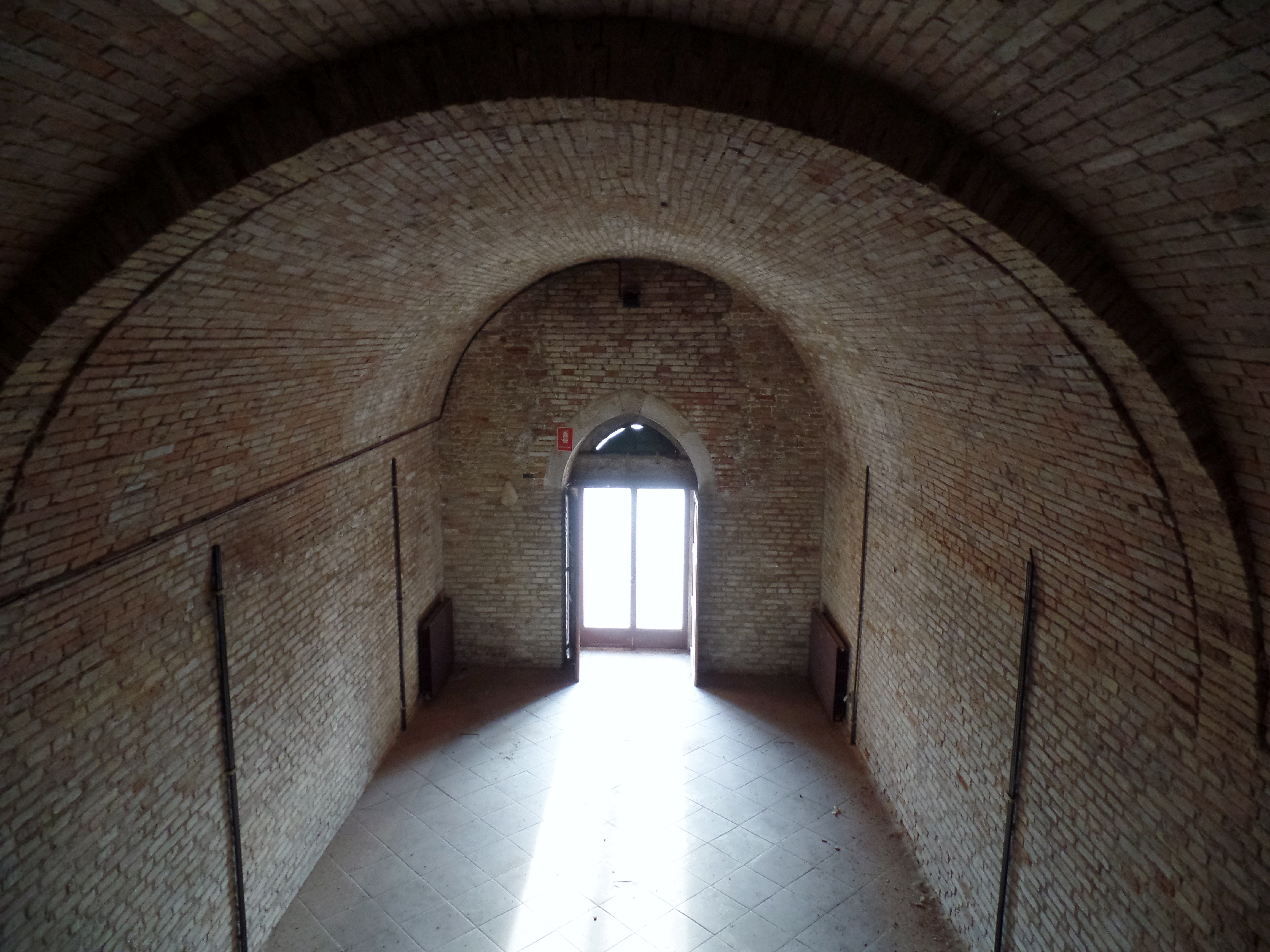
Una delle sale che nel Medioevo ospitava l'armeria della Repubblica di Ancona.
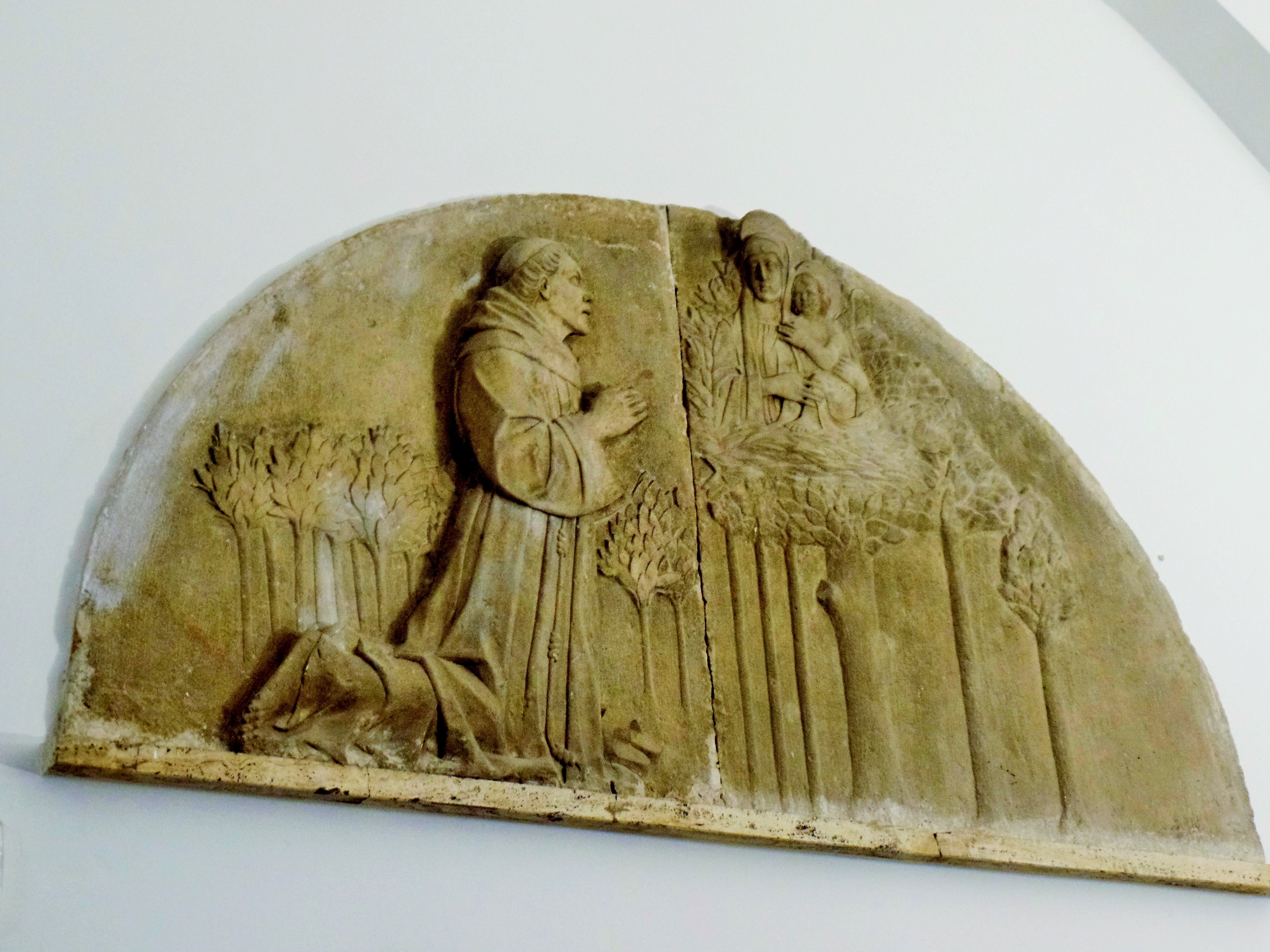
Bassorilievo all'interno del piano terra superiore: Visione del Beato Gabriele Ferretti, lasciato nel palazzo dopo il trasferimento della Pinacoteca a Palazzo Bosdari.
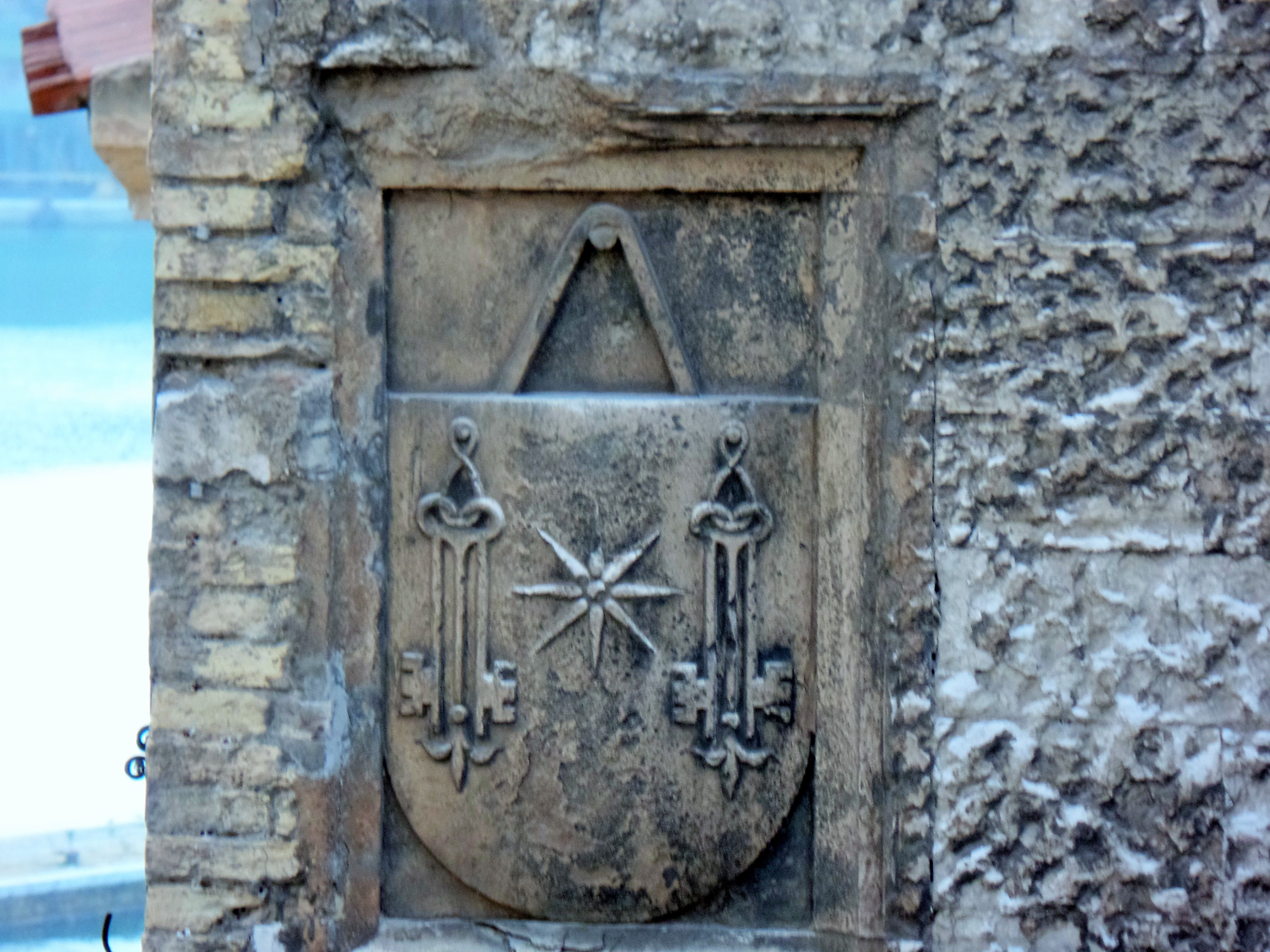
Stemma medievale di podestà, sulla facciata superiore.
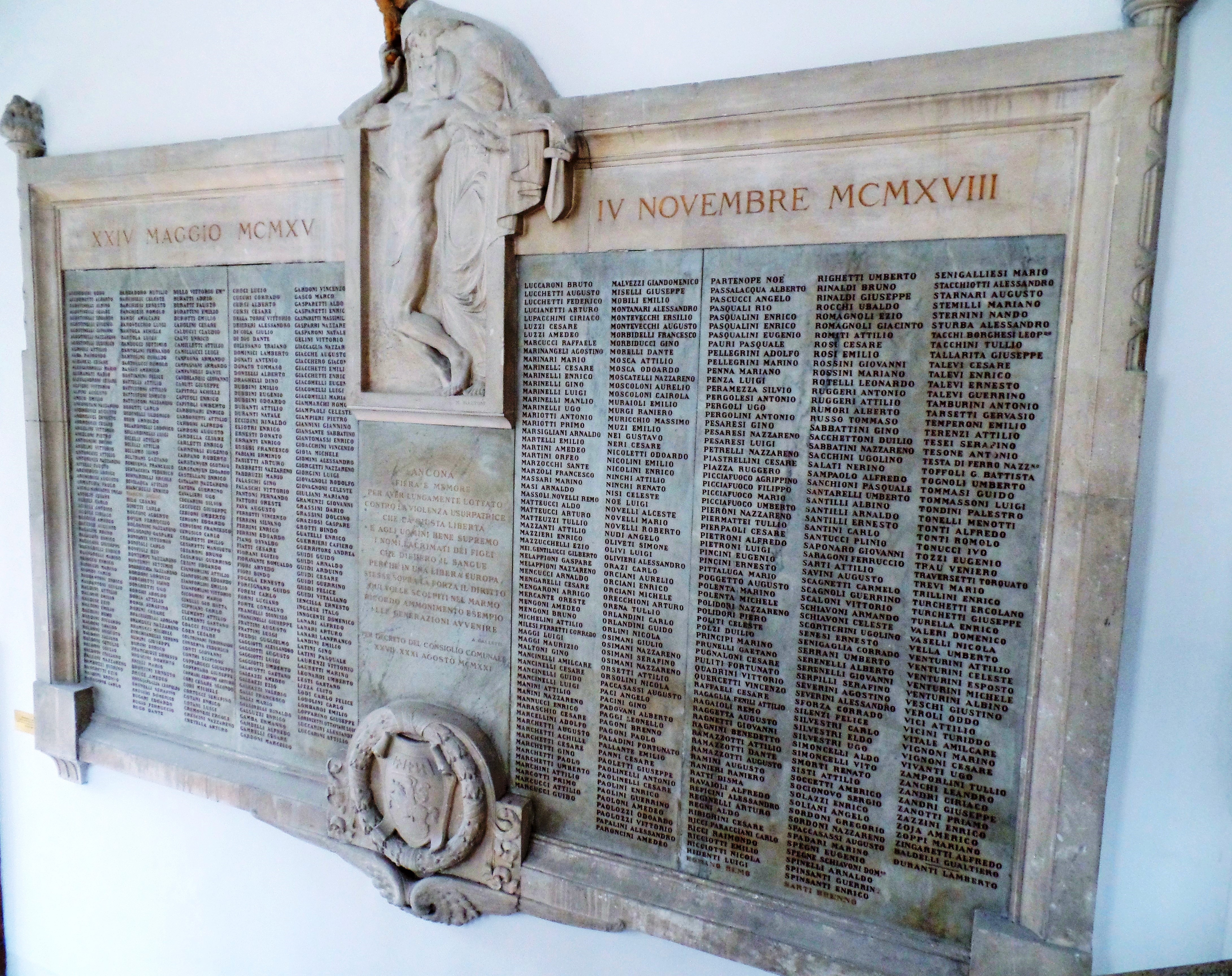
Lapide commemorativa dei caduti anconitani durante la Prima guerra mondiale, posto sullo scalone d'onore. È opera di Mentore Maltoni